# 郁成才
郁成才（1917年8月—2006年3月18日）圣名玛窦，上海市崇明县人，天主教海门教区自选自圣主教，中国天主教教务委员会副主任、中国天主教爱国会副主席。

## 生平
郁成才生在崇明县（当时归天主教海门教区管辖）一个天主教徒家庭。出生不久，父母便将他抱到教堂，由神父傅洗，取圣名“玛窦”。1931年，进入教会学校一一海门锡类中学学习。1937年高中毕业后，进入海门圣心院进修，后来入上海徐汇大修院学习哲学、神学。民国35年（1946年）6月修院毕业后回到海门教区被祝圣为神父。同年8月，由海门教区朱开敏主教选送至北平天主教辅仁大学物理系学习。1950年大学毕业后，出任海门教区锡类中学校长。1952年12月，调到崇明县任崇明总铎区总铎，常驻崇明港沿大公所。1954年7月，崇明总铎区总主任司铎郁成才神父因为粮食问题，被错误关入监狱。1956年9月，郁成才神父获释回到海门教区，任主心修院教师。1958年4月20日，海门教区朱开敏主教被划为“右派”，因为身体状况不佳而卧床。海门教区神职人员推选崇明总铎区总铎郁成才神父为海门教区主教继承人，朱开敏主教将推选主教继承人的结果呈报罗马教廷。1959年1月15日，朱开敏主教被戴上“右派”帽子。
1959年11月15日，江苏省四个教区（南京教区、海门教区、徐州教区、苏州教区）新主教李维光、郁成才、钱余荣、沈初鸣在南京教区石鼓路主教座堂祝圣（自选自圣），由皮漱石总主教主礼，赵振声、周益斋主教襄礼，海门教区郁成才神父被祝圣为海门教区新任正权主教。
1980年秋，全国天主教代表会议在北京举行，海门教区郁成才主教、副主教钱惠民神父、沈哲明教友出席。1981年1月，江苏省天主教第四届教务委员会第一次代表会议在南京召开，海门教区27名代表参加，郁成才主教当选为江苏省天主教教务委员会主任。1986年11月，中国天主教教务委员会第二届代表会议在北京举行，海门教区郁成才主教、徐福佑神父、沈超教友出席，郁成才主教当选为中国天主教教务委员会副主任。他长期任南通市天主教爱国会主任，还先后任江苏省天主教爱国会副主任，中国天主教爱国会副主席，中国天主教“一会一团”顾问。1958年起，连续当选为南通市人大代表。1980年后，先后被推荐为南通市政协常委、江苏省政协委员。1993年起，历任中国人民政治协商会议第八、九、十届全国委员会委员。
2006年3月18日，郁成才在南通病逝，享年89岁。